# Limosnería
Limosnería es un oficio claustral, cuyo titular debe cuidar de dar limosnas a los pobres de la renta destinada a este objeto.
Los monjes de los primeros tiempos daban a los pobres, no solo lo que recibían de los fieles sino también el precio de su trabajo. El estado religioso, incompatible con las posesiones y riquezas, hizo siempre, independientemente de los cánones, una ley de esta costumbre a los sucesores de los monjes, cuando tienen más de lo que necesitan. Se ha seguido también en los monasterios de San Benito, en los que ha sido objeto de un oficio claustral, llamado limosnería cuyo titular estaba obligado a distribuir las limosnas a los pobres. Este cargo llegó a ser beneficio a consecuencia de la relajación como todos los demás y en las congregaciones reformadas se suprimieron las limosnerías para reunir su renta a la mesa conventual.
Cuando existían conventos se daban limosnas en las puertas de la mayor parte de las abadías; había para esto unos fondos reservados. El abad que tenía su administración, daba cierta suma a los religiosos o al limosnero del monasterio para distribuirla a los pobres; mas como estas limosnas servían de pretexto a cuadrillas de vagabundos y gentes sin profesión, muchos decretos del consejo habían prohibido su distribución y ordenado que los fondos o sumas destinadas a estas limosnas se diesen a los hospitales de las ciudades más cercanas a las abadías, para alimentar a los pobres de los lugares. 